# Gaspard-Gustave Coriolis
Gaspard-Gustave de Coriolis, francoski fizik, inženir in matematik, * 21. maj 1792, Pariz, Francija, † 19. september 1843, Pariz. 

## Življenje in delo
Coriolis je odkril sile, ki za opazovalca na Zemlji navidezno delujejo na vodo in zrak, če se gibljejo proti ali stran od ekvatorja (Coriolisove sile). To je sistemska sila, ki nam pomaga pojasniti gibanja na vrtečih se sistemih, na primer gibanje zraka v Zemljinem ozračju. Zaradi vrtenja Zemlje potuje točka na ekvatorju s hitrostjo približno 1760 km/h. Mirujoč zrak nad njo ima isto hitrost proti vzhodu, ker pa se severneje ležeče točke, ki so bliže Zemeljski osi, pomikajo počasneje, se zdi opazovalcu na Zemlji, da se proti severu usmerjen tok odklanja v desno proti vzhodu. Podobno bi lahko pokazali za druge smeri. Zračni in vodni tokovi na severni polobli se odklanjajo v desno, na južni pa na levo od prvotne smeri, dokler se ne vzpostavi ravnotežje, ki ga daje Buys Ballotovo pravilo. Odklon smeri gibanja oziroma Coriolisova sila je posledica vztrajnosti, zato gibanja niti ne pospešuje niti ne zavira. 
Njegovo raziskovanje dinamike vrtečih se teles ga je vedlo do diferencialnih enačb gibanja na podlagi vrtečega koordinatnega sistema. Svoje raziskave je predložil Akademiji znanosti leta 1831.